# Chabla
Chabla (bulgare : Шабла) est une ville située dans le nord-est de la Bulgarie.

## Géographie

### Géographie physique
Chabla est située dans l'est de la Bulgarie, à 433 km à l'est de la capitale Sofia, à mi chemin des deux grandes villes côtières Varna et Bourgas. La ville est le chef-lieu de la commune de Chabla.
Le cap Chable constitue le point le plus oriental de la Bulgarie

### Géographie humaine
| 1926 | 1934  | 1946  | 1956  | 1965  | 1975  | 1985  | 1992  | 2001  |
| ---- | ----- | ----- | ----- | ----- | ----- | ----- | ----- | ----- |
| -    | 2 623 | 2 825 | 3 788 | 4 536 | 4 477 | 4 725 | 4 401 | 4 008 |

| 2011  | 2021  | 2022  | - | - | - | - | - | - |
| ----- | ----- | ----- | - | - | - | - | - | - |
| 3 390 | 2 954 | 2 755 | - | - | - | - | - | - |

## Histoire
À l'époque ottomane, Chabla était un village peuplé de Tatars musulmans et de Gagaouzes turcophones mais chrétiens, vivant essentiellement de pastoralisme et d'horticulture ; son nom signifie « patron » en tatar. Pendant la période de la persécution communiste, les musulmans ont progressivement quitté le village pour la Turquie, mais après la chute de la dictature communiste en 1990, les persécutions ont cessé et certains sont même revenus. La bourgade est aujourd'hui à majorité largement bulgare.

## Économie
L'économie de Chabla est mi-agricole, mi-touristique.

## Galerie

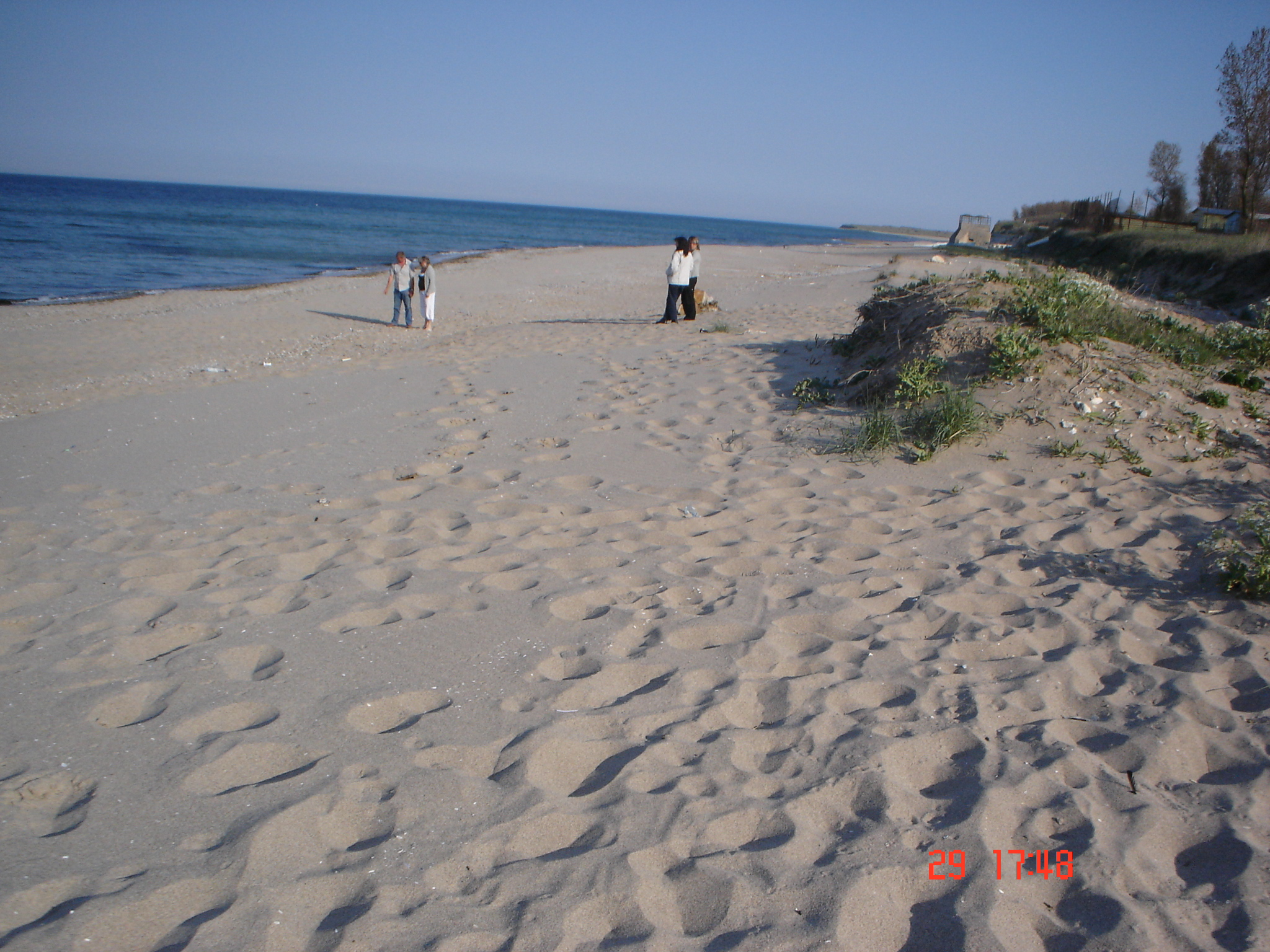
La plage de Chabla
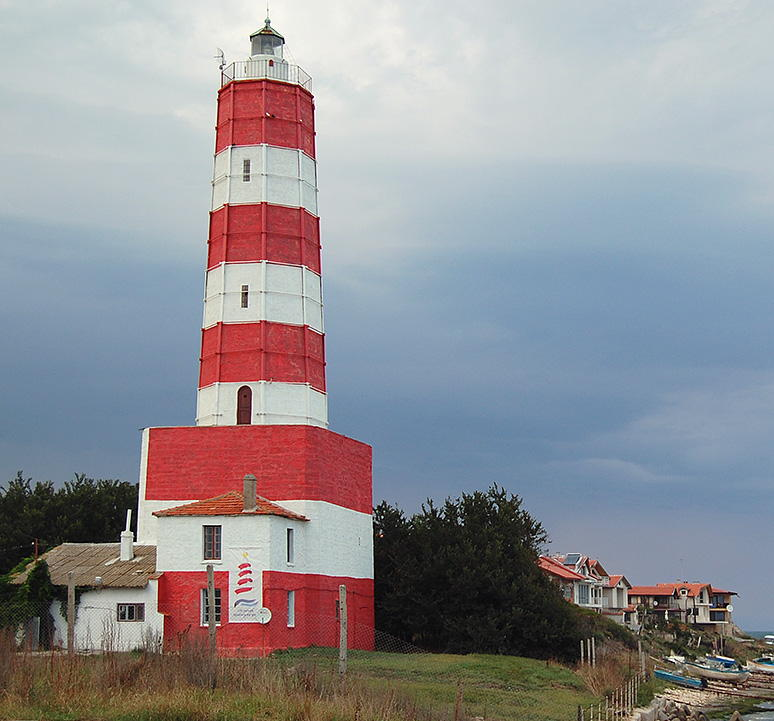
Le phare de Chabla
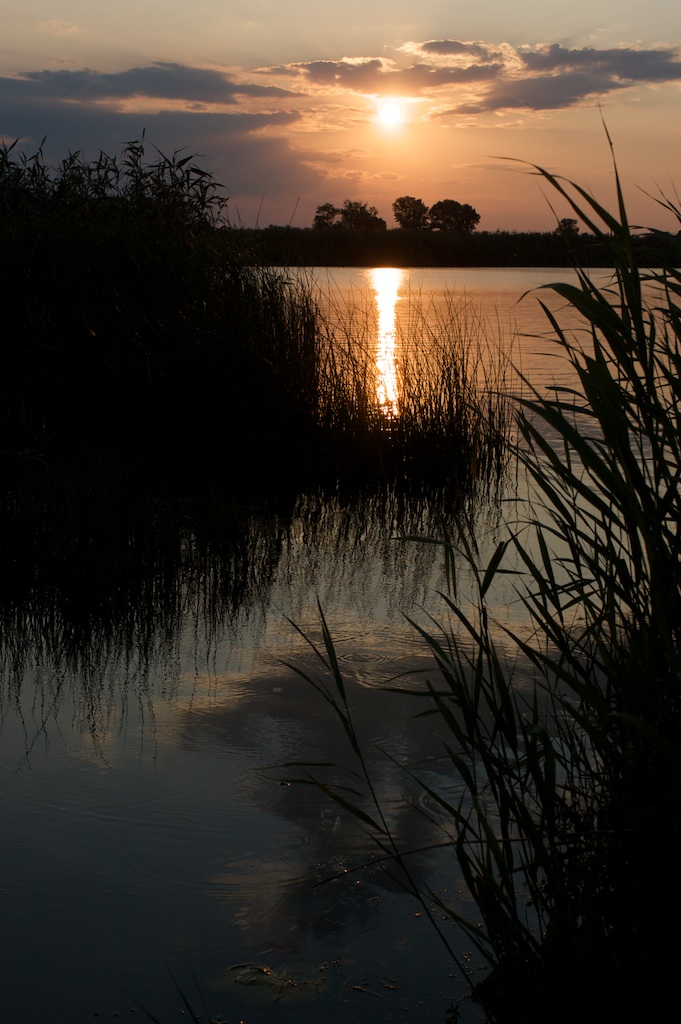
Vue du lac salé de Chabla